# Lepota
Lepota je karakteristika osebe, živali, objekta ali ideje, ki poraja zaznavno izkustvo ugodja, pomena ali zadoščenja. Lepota je obravnavana v okviru znanstvenih področij estetike, sociologije, socialne psihologije in kulture. Ideal lepote je entiteta, ki je občudovana ali pa jo odlikujejo značilnosti, ki se v določeni kulturi splošno pripisujejo pojmu »popolnost«. 
Izkustvo »lepega« pogosto vključuje interpretacijo določene entitete kot uravnovešene in harmonične z naravo. To lahko vodi k občutenju privlačnosti in čustvenega blagostanja. Ker je občutenje lepote subjektivno izkustvo, je pogosto rečeno, da »imajo vsake oči svojega malarja«. V svojem najglobljem smislu lahko lepota vzbuja pomembna pozitivna refleksivna izkustva o svoji lastni eksistenci.  
Subjekt lepote je lahko karkoli, kar je v skladju z osebnim mišljenjem. Ena težava pri razumevanju lepote je, ker ima tako objektivne kot subjektivne vidike: vidimo jo kot lastnost stvari, pa tudi kot odvisno od čustvenega odziva opazovalcev. Za lepoto pravimo, da je zaradi svoje subjektivne strani »v očeh opazovalca«.  Trdili so, da je sposobnost na strani subjekta, ki je potrebna za zaznavanje in presojo lepote, včasih imenovana "čut za okus", mogoče usposobiti in da se sodbe strokovnjakov dolgoročno ujemajo. To bi pomenilo, da so standardi veljavnosti sodb o lepoti intersubjektivni, tj. odvisni od skupine sodnikov, in ne popolnoma subjektivni ali popolnoma objektivni. 
Koncepti lepote si prizadevajo zajeti tisto, kar je bistveno za vse lepe stvari. Klasična pojmovanja opredeljujejo lepoto v smislu razmerja med lepim predmetom kot celoto in njegovimi deli: deli naj stojijo v pravem razmerju drug proti drugemu in tako sestavljajo integrirano harmonično celoto. Hedonistične predstave vidijo nujno povezavo med užitkom in lepoto, npr., če je predmet lep, pomeni, da povzroča nesebično zadovoljstvo. Drugi pojmi vključujejo definiranje lepih predmetov glede na njihovo vrednost, ljubeč odnos do njih ali njihovo funkcijo. 

## Pregled
Lepota je skupaj z umetnostjo in okusom glavni predmet estetike, ene glavnih vej filozofije.  Lepota je običajno kategorizirana kot estetska lastnost poleg drugih lastnosti, kot so milost, eleganca ali vzvišeno .    Lepota kot pozitivna estetska vrednost nasprotuje grdoti kot njeni negativni dvojnici. Lepota je poleg resnice in dobrote pogosto navedena kot eden od treh temeljnih pojmov človeškega razumevanja. 
Objektivisti ali realisti vidijo lepoto kot objektivno ali od uma neodvisno lastnost lepih stvari, kar subjektivisti zanikajo.   Vir te razprave je, da se zdi, da sodbe o lepoti temeljijo na subjektivnih razlogih, namreč naših občutkih, hkrati pa zahtevajo univerzalno pravilnost.  Ta napetost se včasih imenuje "antinomija okusa". Privrženci obeh strani so predlagali, da je za zanesljivo presojo lepote potrebna določena sposobnost, običajno imenovana čut za okus.   David Hume na primer predlaga, da je to fakulteto mogoče usposobiti in da se sodbe strokovnjakov dolgoročno ujemajo.  
Lepota se obravnava predvsem v odnosu do konkretnih predmetov, dostopnih čutnemu zaznavanju. Predlagano je bilo, da lepota stvari nadzira čutne značilnosti te stvari.  Predlagano je bilo tudi, da so lahko abstraktni predmeti, kot so zgodbe ali matematični dokazi, lepi.  Lepota igra osrednjo vlogo v umetninah in naravi. 
Vplivna razlika med lepimi stvarmi je po Immanuelu Kantu tista med odvisno in svobodno lepoto . Stvar ima odvisno lepoto, če je njena lepota odvisna od zasnove ali funkcije te stvari, za razliko od proste ali absolutne lepote. Primeri odvisne lepote vključujejo vola, ki je lep kot vol, ni pa lep kot konj , ali fotografijo, ki je lepa, ker prikazuje lepo zgradbo, vendar ji na splošno manjka lepote zaradi nizke kakovosti. 

## Objektivizem in subjektivizem
Zdi se, da ocene lepote zavzemajo vmesni položaj med objektivnimi presojami, npr. glede mase in oblike grenivke, in subjektivnimi všečnostmi, npr. glede tega, ali je grenivka dobrega okusa.    Ocene lepote se razlikujejo od prvih, ker temeljijo na subjektivnih občutkih in ne na objektivnem dojemanju. Vendar se od slednjih razlikujejo tudi po tem, da zahtevajo univerzalno pravilnost.  Ta napetost se odraža tudi v običajnem jeziku. Po eni strani govorimo o lepoti kot objektivni lastnosti sveta, ki jo pripisujemo na primer pokrajini, slikam ali človeku.  Subjektivna stran pa je izražena v izrekih, kot je "lepota je v očeh opazovalca". 
Ti dve stališči se pogosto imenujeta objektivizem (ali realizem ) in subjektivizem .  Objektivizem je tradicionalni pogled, medtem ko se je subjektivizem v zahodni filozofiji razvil v zadnjem času. Objektivisti menijo, da je lepota od uma neodvisna lastnost stvari. Pri tem je lepota pokrajine neodvisna od tega, kdo jo zazna in ali jo sploh zazna.   Nesoglasja je mogoče razložiti z nezmožnostjo zaznavanja te lastnosti, včasih imenovano "pomanjkanje okusa".  Subjektivizem na drugi strani zanika od uma neodvisen obstoj lepote.    Na razvoj tega stališča je vplivalo razlikovanje Johna Locka med primarnimi lastnostmi, ki jih ima objekt neodvisno od opazovalca, in sekundarnimi lastnostmi, ki tvorijo moči v objektu za ustvarjanje določenih idej v opazovalcu.    Ko se nanaša na lepoto, še vedno obstaja občutek, da je odvisna od predmeta in njegovih moči.  Toda ta račun naredi možnost resničnih nesoglasij glede trditev o lepoti neverjetne, saj lahko isti predmet povzroči zelo različne ideje pri različnih opazovalcih. Pojem "okus" je še vedno mogoče uporabiti za razlago, zakaj se različni ljudje ne strinjajo o tem, kaj je lepo, vendar ni objektivno pravega ali napačnega okusa, obstajajo samo različni okusi. 
Težava tako pri objektivističnem kot pri subjektivističnem položaju v njuni skrajni obliki je, da morata vsaka zanikati nekatere intuicije o lepoti. To vprašanje se včasih obravnava pod oznako " antinomija okusa".   Različne filozofe je spodbudilo k iskanju enotne teorije, ki bi lahko upoštevala vse te intuicije. Ena obetavna pot za rešitev tega problema je prehod od subjektivnih k intersubjektivnim teorijam, ki trdijo, da so standardi veljavnosti sodb okusa intersubjektivni ali odvisni od skupine sodnikov in ne objektivni. Ta pristop poskuša razložiti, kako je resnično nesoglasje o lepoti možno kljub dejstvu, da je lepota lastnost uma, ki ni odvisna od posameznika, ampak skupine.   Tesno povezana teorija vidi lepoto kot sekundarno ali od odziva odvisno lastnost .  Po enem od takih razlogov je predmet lep, "če povzroča užitek zaradi svojih estetskih lastnosti".  Težavo, da se različni ljudje različno odzivajo, je mogoče rešiti s kombiniranjem teorij odvisnosti od odziva s tako imenovanimi teorijami idealnega opazovalca : pomembno je le, kako bi se odzval idealen opazovalec.  Ni splošnega soglasja o tem, kako naj bi bili definirani »idealni opazovalci«, vendar se običajno domneva, da so to izkušeni ocenjevalci lepote s popolnoma razvitim občutkom za okus. To nakazuje posreden način reševanja antinomije okusa : namesto iskanja nujnih in zadostnih pogojev same lepote se lahko naučimo prepoznati lastnosti dobrih kritikov in se zanašati na njihove sodbe.  Ta pristop deluje le, če je zagotovljeno soglasje strokovnjakov. Toda celo izkušeni sodniki se lahko v svojih sodbah ne strinjajo, kar grozi, da bo spodkopalo teorije idealnega opazovalca.  

## Pogledi na lepoto skozi čas
Predlagane so bile različne predstave o bistvenih značilnostih lepih stvari, vendar ni soglasja o tem, katera je prava.

### Klasična
"Klasična zasnova"  definira lepoto v smislu razmerja med lepim predmetom kot celoto in njegovimi deli : deli naj stojijo v pravilnem razmerju drug proti drugemu in tako sestavljajo integrirano harmonično celoto.    Na tej podlagi, ki je svojo najbolj eksplicitno artikulacijo našla v italijanski renesansi, je na primer lepota človeškega telesa med drugim odvisna od pravilnega razmerja različnih delov telesa in od splošne simetrije.  Ena težava s tem pojmovanjem je, da je težko podati splošen in podroben opis tega, kaj pomeni "harmonija med deli", in vzbuja sum, da definiranje lepote skozi harmonijo povzroči zamenjavo enega nejasnega izraza z drugim.  Nekaj poskusov je bilo, da bi ta sum razblinili z iskanjem zakonov lepote, kot je zlati rez. Povezava lepote z matematiko vodi v iskanje objektivno merjene, proporcionalne, umerjene lepote, a je taka lepota največ dosegla pri arhitekturi.
Filozof iz 18. stoletja Alexander Baumgarten je na primer videl zakone lepote v analogiji z zakoni narave in verjel, da jih je mogoče odkriti z empiričnimi raziskavami.  Od leta 2003 ti poskusi niso uspeli najti splošne definicije lepote in več avtorjev jemlje nasprotno trditev, da takih zakonov ni mogoče oblikovati, kot del svoje definicije lepote. 

### Hedonizem
Zelo pogost element v mnogih predstavah o lepoti je njen odnos do užitka .   Hedonizem naredi to razmerje del definicije lepote, saj trdi, da obstaja nujna povezava med užitkom in lepoto, npr. da predmet, če je lep, povzroča užitek ali da izkušnjo lepote vedno spremlja užitek.  Ta račun je včasih označen kot "estetski hedonizem", da bi ga razlikovali od drugih oblik hedonizma .   Vplivna artikulacija tega stališča izvira iz Tomaža Akvinskega, ki obravnava lepoto kot "tisto, kar ugaja v samem dojemanju tega".  Immanuel Kant to zadovoljstvo pojasnjuje s harmonično igro med sposobnostmi razumevanja in domišljije.  Nadaljnje vprašanje za hedoniste je, kako razložiti razmerje med lepoto in užitkom. Ta problem je podoben Evtifrovi dilemi : ali je nekaj lepo, ker v tem uživamo, ali v tem uživamo, ker je lepo?  Teoretiki identitete rešujejo ta problem tako, da zanikajo razliko med lepoto in užitkom: lepoto oziroma njen videz identificirajo z izkušnjo estetskega užitka. 
Hedonisti običajno na različne načine omejujejo in specificirajo pojem ugodja, da bi se izognili očitnim protiprimerom. Ena pomembna razlika v tem kontekstu je razlika med čistim in mešanim užitkom .  Čisti užitek izključuje kakršno koli obliko bolečine ali neprijetnega občutka, medtem ko lahko izkušnja mešanega užitka vključuje neprijetne elemente.  Toda lepota lahko vključuje mešano zadovoljstvo, na primer v primeru lepo tragične zgodbe, zato je mešano zadovoljstvo običajno dovoljeno v hedonističnih predstavah o lepoti. 
Druga težava, s katero se soočajo hedonistične teorije, je, da uživamo v mnogih stvareh, ki niso lepe. Eden od načinov za reševanje tega vprašanja je povezovanje lepote s posebno vrsto užitka: estetskim ali nezainteresiranim užitkom .    Užitek je nezainteresiran, če je brezbrižen do obstoja lepega predmeta ali če ni nastal zaradi predhodne želje skozi sklepanje o sredstvih in cilju.   Na primer, veselje ob pogledu na čudovito pokrajino bi bilo še vedno dragoceno, če bi se izkazalo, da je bila ta izkušnja iluzija, kar pa ne bi bilo res, če bi bilo to veselje posledica videnja pokrajine kot dragocene nepremičninske priložnosti.  Nasprotniki hedonizma običajno priznavajo, da so številne izkušnje lepote prijetne, vendar zanikajo, da to velja za vse primere.  Hladno utrujena kritičarka lahko na primer še vedno dobro presoja lepoto zaradi svojih dolgoletnih izkušenj, vendar ji manjka veselje, ki je na začetku spremljalo njeno delo.  Eden od načinov, kako se izogniti temu ugovoru, je, da dovolimo, da odzivom na lepe stvari manjka užitek, medtem ko vztrajamo, da si vse lepe stvari zaslužijo užitek, da je estetski užitek edini ustrezen odziv nanje.  Epikurejstvo je odprlo, da je doživljanje lepote in užitka vsaj deloma tudi duhovna izkušnja, kar pomeni, da je vsaj deloma doživljanje užitka povezano z raziskovanjem in razmišljanjem svojih zmožnosti, svojih resnic in ne samo doživljanje zunanjega vedenja. Zaznavanje prijetnih občutkov ne prihaja le iz samoodpovedovanja, temveč tudi ljubezni do samega sebe in bližnjega, tujega.

#### Klasično obdobje
Klasični koncept lepote je tisti, ki kaže popolno razmerje (Wolfflin).  V tem kontekstu je koncept pogosto spadal v matematično disciplino.  Zamisel o duhovni lepoti se je pojavila v klasičnem obdobju,  lepota je bila nekaj, kar je utelešalo božansko dobroto, medtem ko je prikaz vedenja, ki bi ga lahko označili kot lepo, iz notranjega moralnega stanja, ki je usklajeno z dobrim . 
Ksenofontovo pisanje prikazuje pogovor med Sokratom in Aristipom . Sokrat je zaznal razlike v pojmovanju lepega, na primer v neživih predmetih je bila učinkovitost izvedbe načrta odločilna za dojemanje lepote v nečem.  Po Ksenofontovem poročilu je Sokrat ugotovil, da je lepota skladna s tistim, kar je bilo opredeljeno kot moralno dobro, skratka, mislil je, da lepota sovpada z dobrim . 
Tudi Platon razpravlja o lepoti v svojem delu Phaedrus  in identificira Alkibiada kot lepega v Parmenidu .  Lepoto je imel za idejo ( formo ) nad vsemi drugimi idejami.  Platonska misel je sintetizirala lepoto z božanskim .  Scruton (citirano: Konstan) navaja, da Platon navaja idejo lepote, da je (ideja) nekaj vabljivega poželenja (prim. zapeljevanje ) in spodbuja intelektualno odrekanje (prim. obsojanje) želje.  Za Aleksandra Nehamasa je samo lociranje želje tisto, za kar obstaja smisel za lepoto, v Platonovem razmišljanju.
Aristotel definira lepoto v metafiziki kot red, simetrijo in določnost , ki jih matematične vede izkazujejo v posebni meri .  Videl je razmerje med lepim ( to kalon ) in krepostjo ter trdil, da "vrlina cilja na lepo." 

### Zahodni srednji vek
V srednjem veku so katoliški filozofi, kot je Tomaž Akvinski, lepoto uvrščali med transcendentalne lastnosti bivanja .  V svoji Summa Theologica je Akvinski opisal tri pogoje lepote kot: integritas (celota), consonantia (harmonija in sorazmerje) in claritas (sijaj in jasnost, zaradi katerih je oblika stvari očitna umu). 
V gotski arhitekturi visokega in poznega srednjega veka je svetloba veljala za najlepše božje razodetje, ki je bilo napovedano v oblikovanju. Primeri so vitraži gotskih katedral, vključno z Notre-Dame de Paris in katedralo v Chartresu.  Lepota je bila velikokrat prepredena s plodnostjo in zemljo.
Sveti Avguštin je o lepoti rekel: "Lepota je res dober božji dar; da pa dobri ne mislijo, da je velika dobrina, jo Bog deli tudi hudobnim." 

### Doba razuma
V dobi razuma se je povečalo zanimanje za lepoto kot filozofsko temo. Na primer, škotski filozof Francis Hutcheson je trdil, da je lepota "enotnost v raznolikosti in raznolikost v enotnosti".  Zapisal je, da lepota ni niti čisto subjektivna niti čisto objektivna – ne moremo je razumeti kot  le kakršnakoli kakovost, ki naj bi bila v Objektu, saj bi moral biti sam po sebi lep, brez povezave s kakršnim koli umom, ki bi ga zaznaval. Kajti Lepota, kot druga imena čutnih idej, pravilno označuje zaznavo nekega uma; ... vendar si na splošno predstavljamo, da je v Objektu nekaj prav takega kot naša zaznava." 
Immanuel Kant je verjel, da ne more obstajati "univerzalni kriterij lepega" in da je izkušnja lepote subjektivna, ampak da je predmet ocenjen kot lep, ko se zdi, da kaže "namenskost"; to je, ko se zazna, da ima njegova oblika značaj stvari, oblikovane v skladu z nekim načelom in prilagojene namenu.  Razlikoval je "svobodno lepoto" od "zgolj odvisne lepote" in pojasnil, da "prva ne predpostavlja pojma o tem, kaj bi predmet moral biti; druga predpostavlja tak koncept in popolnost predmeta v skladu z njim."  Po tej definiciji se svobodna lepota nahaja v školjkah in glasbi brez besed; odvisna lepota v zgradbah in človeškem telesu. 
Romantika je prva umetniška smer, ki izprašuje resničnost lepote in tako dvome o zaznavah izprašuje predvsem v luči ljubezni, ki vedno ceni le prijetne občutke.

### Zahodni 19. in 20. stoletje
V obdobju romantike je Edmund Burke postavil razliko med lepoto v njenem klasičnem pomenu in vzvišenim. Koncept sublimnega, kot sta ga pojasnila Burke in Kant, je predlagal, da bi gotsko umetnost in arhitekturo gledali kot na sublimno, čeprav ne v skladu s klasičnim standardom lepote.
V 20. stoletju so umetniki in filozofi vedno bolj zavračali lepoto, kar je doseglo vrhunec v postmodernistični antiestetiki. To je kljub temu, da je bila lepota osrednja skrb enega glavnih vplivov postmodernizma, Friedricha Nietzscheja, ki je trdil, da je volja do moči volja do lepote.
Po postmodernističnem zavračanju lepote so se misleci vrnili k lepoti kot pomembni vrednoti. Ameriški analitični filozof Guy Sircello je predlagal svojo Novo teorijo lepote kot prizadevanje za ponovno potrditev statusa lepote kot pomembnega filozofskega koncepta. Zavračal je Kantov subjektivizem in si prizadeval identificirati lastnosti, ki so lastne predmetu in ga delajo lepega. Lastnosti, kot so živahnost, drznost in subtilnost, je imenoval "lastnosti kvalitativne stopnje" (PQD) in izjavil, da PQD naredi predmet lep, če ni - in ne ustvarja videza - "lastnost pomanjkljivosti, pomanjkanja, ali napaka"; in če je PQD močno prisoten v predmetu.
Elaine Scarry trdi, da je lepota povezana s pravičnostjo in se tako sklicuje na misli Platona in Sokrata.
Lepoto preučujejo tudi psihologi in nevroznanstveniki na področju eksperimentalne estetike oziroma nevroestetike . Psihološke teorije vidijo lepoto kot obliko užitka. Ugotovitve korelacije podpirajo stališče, da so lepši predmeti tudi bolj prijetni. Nekatere študije kažejo, da je večja doživeta lepota povezana z aktivnostjo v medialni orbitofrontalni skorji. Ta pristop lokalizacije obdelave lepote v eni možganski regiji je bil deležen kritik na tem področju. A vodi razmišljanje o estetiki embalaže trgovinskih izdelkov.
Filozof in romanopisec Umberto Eco je napisal O lepoti: zgodovina zahodne ideje (2004)  in O grdoti (2007).  Pripovedovalec njegovega romana Ime vrtnice sledi Akvinskemu v izjavi: "tri stvari se ujemajo pri ustvarjanju lepote: najprej celovitost ali popolnost, in zato menimo, da so grde vse nepopolne stvari; nato pravilno razmerje ali sozvočje; in končno jasnost in svetloba", preden nadaljuje z besedami: "pogled na lepo pomeni mir".

## Učinki na družbo
Raziskovalci so ugotovili, da lepi učenci dobijo višje ocene od svojih učiteljev kot učenci običajnega videza.  Nekatere študije z uporabo lažnih kazenskih sojenj so pokazale, da je manj verjetno, da bodo fizično privlačni »obtoženci« obsojeni – in če bodo obsojeni, bodo verjetno prejeli blažje kazni – kot manj privlačni (čeprav so opazili nasprotni učinek, ko je bil domnevni zločin goljufija, morda ker so porotniki privlačnost obtoženca zaznali kot olajšanje zločina).  Študije med najstniki in mladimi odraslimi, na primer psihiatrinja in avtorica samopomoči Eva Ritvo, kažejo, da kožne bolezni močno vplivajo na družbeno vedenje in omejujejo karierne in ljubezenske priložnosti. 
Na to, koliko denarja oseba zasluži, lahko vpliva tudi telesna lepota. Neka študija je pokazala, da ljudje z nizko fizično privlačnostjo zaslužijo 5 do 10 odstotkov manj kot ljudje običajnega videza, ti pa zaslužijo 3 do 8 odstotkov manj kot tisti, ki veljajo za lepe.  V smislu enakopravnosti pred zakonom je socialna estetika primerjava v zaslužku med lepo žensko in grdim moškim glede porodniškega dopusta in je zato velikokrat popolnoma neuporabna, zaradi subjektivnega ocenjevanja lepote pa zna biti tudi žaljiva. V času influencerske kulture pa postaja vedno bolj relevantna.

## Poglej tudi
- Okras
- Estetika
- Lepotno tekmovanje
- Modifikacija telesa
- Ideal ženske lepote
- Ideal moške lepote
- Matematična lepota
- Neprivlačnost
- Kozmetika